# Gregariella
Gregariella is een geslacht van tweekleppigen uit de familie van de Mytilidae.

## Soorten
- Gregariella australis (Martens, 1880)
- Gregariella bakeri (Dall, Bartsch & Rehder, 1938)
- Gregariella barbata (Reeve, 1858)
- Gregariella chenui (Récluz, 1842)
- Gregariella coarctata (Carpenter, 1857)
- Gregariella coralliophaga (Gmelin, 1791)
- Gregariella denticulata (Dall, 1871)
- Gregariella difficilis (Deshayes, 1863)
- Gregariella ehrenbergi (Issel, 1869)
- Gregariella fischeri (E. A. Smith, 1885)
- Gregariella multistriata (E. A. Smith, 1872)
- Gregariella nubilis (Iredale, 1937)
- Gregariella obermulleri (Fischer-Piette & Nicklès, 1946)
- Gregariella petagnae (Scacchi, 1832)
- Gregariella semigranata (Reeve, 1858)
- Gregariella splendida (Reeve, 1858)
- Gregariella vignoni (Petit de la Saussaye, 1862)